# Нельсон (Джорджія)
Нельсон (англ. Nelson) — місто (англ. city) в США, в округах Пікенс і Черокі штату Джорджія. Населення — 1145 осіб (2020).

## Географія
Нельсон розташований за координатами 34°22′46″ пн. ш. 84°22′18″ зх. д. / 34.37944° пн. ш. 84.37167° зх. д. (34.379569, -84.371586).  За даними Бюро перепису населення США в 2010 році місто мало площу 3,77 км², з яких 3,75 км² — суходіл та 0,02 км² — водойми.

## Демографія
Згідно з переписом 2010 року, у місті мешкало 1314 осіб у 478 домогосподарствах у складі 359 родин. Густота населення становила 348 осіб/км².  Було 519 помешкань (138/км²).
Расовий склад населення:
| - 92,1 % — білих - 4,5 % — чорних або афроамериканців - 0,5 % — азіатів - 1,1 % — осіб інших рас |

До двох чи більше рас належало 1,8 %. Частка іспаномовних становила 1,1 % від усіх жителів.
За віковим діапазоном населення розподілялося таким чином: 24,8 % — особи молодші 18 років, 61,4 % — особи у віці 18—64 років, 13,8 % — особи у віці 65 років та старші. Медіана віку мешканця становила 35,9 року. На 100 осіб жіночої статі у місті припадало 97,9 чоловіків;  на 100 жінок у віці від 18 років та старших — 95,3 чоловіків також старших 18 років.
Середній дохід на одне домашнє господарство  становив 56 933 долари США (медіана — 49 306), а середній дохід на одну сім'ю — 69 082 долари (медіана — 65 000). Медіана доходів становила 41 172 долари для чоловіків та 32 500 доларів для жінок. За межею бідності перебувало 22,1 % осіб, у тому числі 28,5 % дітей у віці до 18 років та 9,6 % осіб у віці 65 років та старших.
Цивільне працевлаштоване населення становило 617 осіб. Основні галузі зайнятості: освіта, охорона здоров'я та соціальна допомога — 23,8 %, роздрібна торгівля — 18,0 %, фінанси, страхування та нерухомість — 11,0 %, науковці, спеціалісти, менеджери — 9,4 %.